# Astra 1L
Astra 1L – satelita telekomunikacyjny należący do operatora SES ASTRA.
Znajduje się na orbicie geostacjonarnej, nad równikiem, na 19,2° długości geograficznej wschodniej. Pozwolił on na powrót satelity Astra 2C na jego docelową długość geograficzną, 28,2° i zapewnienie odpowiedniej przepustowości na terytorium Zjednoczonego Królestwa i Irlandii. Zamówiony w 2003 statek zbudowała firma Lockheed Martin Commercial Space Systems, w oparciu o platformę A2100AX. Satelita posiada 29 transponderów pasma Ku i 2 pasma Ka. Planowany czas funkcjonowania wynosi 15 lat.